# 衰变能
衰变能（decay energy）是指原子核发生放射性衰变后其能量發生的变化，也可以理解為放射性衰变后原子核釋放出的能量。它是人們研究衰變過程中引入的一個物理量。